# 어퍼웨스트주

어퍼웨스트주

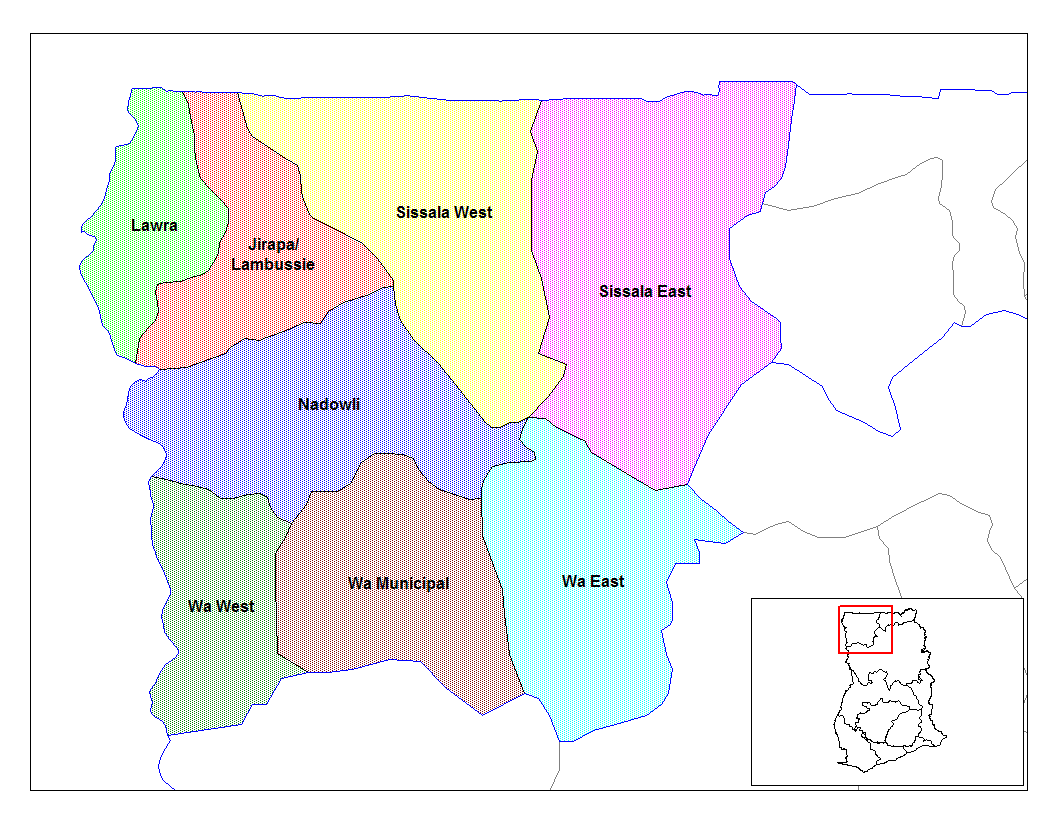
어퍼웨스트주의 군

어퍼웨스트주(Upper West Region)는 가나 북서부에 위치한 주로, 주도는 와이며 인구는 576,583명(2000년 기준), 면적은 18,476km2이다. 8개 군을 관할하며 북쪽으로는 부르키나파소, 서쪽으로는 코트디부아르와 국경을 맞대고 있고 남쪽으로는 북부주, 동쪽으로는 어퍼이스트주와 인접해 있다.

## 하위 행정구역
어퍼웨스트주는 8개의 군을 관할한다.
- 라우라군
- 지라파-람부시군
- 나돌리군
- 와웨스트군
- 와군
- 와이스트군
- 시살라웨스트군
- 시살라이스트군